# Lamper Kidul
Lamper Kidul is een bestuurslaag in het regentschap Semarang van de provincie Midden-Java, Indonesië. Lamper Kidul telt 4564 inwoners (volkstelling 2010).